# Иттосай Кагэхиса
Ито Иттосай Кагэхиса (яп. 伊東 一刀斎 景久, 1550 / 1560 год — 16??) — знаменитый и мистический японский фехтовальщик, по слухам не проигравшей ни одной дуэли, основатель школы фехтования Итто-рю.

## Биография
Настоящее имя — Ито Ягоро. В возрасте четырнадцати лет он оказался в небольшом приморском посёлке под названием Идзу. Согласно легенде, он переплыл через пролив Сагами на куске коряги с острова Идзуосима. Там Иттосай заслужил доверие местных жителей благодаря тому, что прогнал группу бандитов, которые совершали набеги и грабежи. Осуществить желание стать отличным фехтовальщиком ему помогли жители посёлка, собрав деньги на путешествие в поисках мастера. В своих скитаниях Ягоро достиг храма Цуругаока Хатиман-гу (яп. 鶴岡八幡宮) в городе Камакура, префектура Канагава, где он заплатил дань богам и практиковался в искусстве фехтования. Однажды, неизвестный попытался напасть на Ягоро, но последний как-то бессознательно и не задумываясь выхватил меч и зарубил наглеца одним быстрым ударом. Не осознавая, как он это сделал, Ито позже описал данную технику как Мусокэн (яп. 無想剣), фундаментальный аспект философии собственного стиля фехтования. Мусокэн является либо наступательной, либо оборонительной техникой, которая совершается спонтанно, полностью предвосхищая движение противника; это тип экстрасенсорного восприятия подобно мусин.
Благодаря другой затруднительной ситуации (нападение нескольких врагов в его собственной спальне), Иттосай разработал Хоссято. Впоследствии он сменил имя на Ито Иттосай Кагэхиса. Как утверждают, свой стиль Иттосай разработал на основе школы Тюдзо-рю, знаниям которой он обучался у Канэмаки Дзисая, основателя стиля Канэмаки-рю. Среди многочисленных учеников, которых обучал Иттосай, его преемником стал Оно Тадааки (в прошлом Оно Дзэнки; право на преемственность он заслужил, победив другого ученика Ито, Микогами Тэндзэна), продолжив дело своего учителя, служа сёгунату Токугава. Школа Итто-рю оказала влияние и на течение дзэн благодаря связи Кагэхисы и Оно Тадааки со знаменитым буддистским монахом Такуан Сохо.
Стиль фехтования Ито Иттосая Кагэхисы оказал значительно влияние на формирование различных школ кэндзюцу. От него было создано большое число различных ответвлений, таких как Хокусин Итто-рю, Оно-ха Итто-рю, Мидзогути-ха Итто-рю, Наканиси-ха Итто-рю, Когэн Итто-рю и так далее.

## Примечание
1. 1 2 3  Jinichi Tokeshi. Kendo: Elements, Rules, and Philosophy. — University of Hawaii Press, 2003. — С. 226, 229-232. — 297 с. — ISBN 9780824825980.
2. ↑  Hurst, G. Cameron. Armed Martial Arts of Japan. — Yale University Press, 1998. — С. 50. — 256 с. — ISBN 0-300-11674-8.
3. ↑  Dave Lowry. Ittosai’s Test: Part 1 (англ.). The Lyons Press, Guilford & FightingArts.com. Дата обращения: 21 апреля 2014. Архивировано 23 апреля 2014 года.
4. ↑  Stephen R. Turnbull. The Samurai Tradition. — Routledge, 2000. — Т. 2. — С. 245. — 617 с. — ISBN 9781873410226.
5. 1 2  Stephen Turnbull. The Samurai Swordsman: Master of War. — Tuttle Publishing, 2008. — С. 88, 101. — 208 с. — ISBN 9784805309568.